# Żelechów Wielki (gmina)
Żelechów Wielki – dawna gmina wiejska w powiecie kamioneckim województwa tarnopolskiego II Rzeczypospolitej. Siedzibą gminy był Żelechów Wielki.
Gminę utworzono 1 sierpnia 1934 r. w ramach reformy na podstawie ustawy scaleniowej z dotychczasowych gmin wiejskich z siedzibami we wsiach: Horpin, Jamne, Łodyna Nowa, Nahorce Małe, Niesłuchów, Spas (z wyjątkiem przysiółków Maziarnia Spaska i Łanki), Streptów, Wyrów, Żelechów Mały i Żelechów Wielki.
Podczas wojny gminę zniesiono, a jej obszar włączono do nowo utworzonych gmin Streptów (główna część) i Milatyn (tylko Niesłuchów) w powiecie kamioneckim.